# 竇娥冤

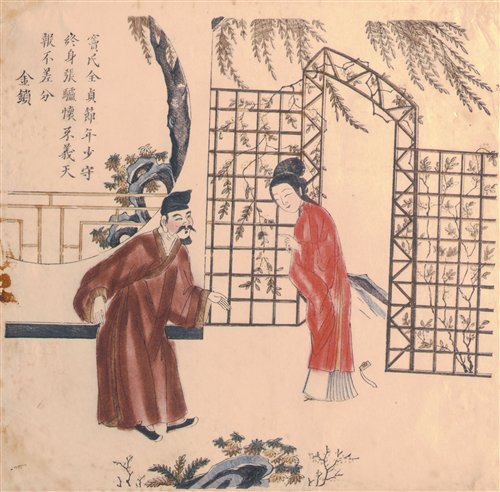

竇娥冤（とうがえん）は、関漢卿によって書かれた元曲。元曲最大の悲劇と評価される。後世の様々な作品に着想を与えた。

## 内容
主人公の竇娥（とうが）は、主人に先立たれ未亡人となり姑と暮らしていた。竇娥はならずものに言い寄られ、それを拒むとならずものは姑を殺害した上、その罪を竇娥にかぶせた。竇娥は死刑を宣告され、処刑前に最期の言葉を残した。その内容は、もし冤罪であれば、処刑された彼女の血は旗に飛び移り、真夏に雪が降り、楚州に三年間干ばつが続くというものであった。そして、処刑後にこれらの言葉は現実となった。
その後、この地に竇娥の父が科挙官僚として赴任すると、亡霊として竇娥は父に冤罪を明らかにするよう懇願する。その結果、裁判がやり直されて真犯人が処刑された。
『六月雪』としても上演される。